# Macquartia uniseriata
Macquartia uniseriata là một loài ruồi trong họ Tachinidae.